# Maître Puntila et son valet Matti
Ne doit pas être confondu avec Maître Puntila et son valet Matti (film).
Maître Puntila et son valet Matti (Herr Puntila und sein Knecht Matti) est une pièce de théâtre de Bertolt Brecht à la thématique relationnelle, chère au théâtre, de maître et valet, c'est-à-dire de la lutte des classes.     
La pièce a été créée au Schauspielhaus de Zurich le 5 juin 1948.

## La pièce
Écrite en 1940, la pièce est inspirée des récits de l'écrivaine finno-estonienne Hella Wuolijoki qui a hébergé Brecht durant son exil en Finlande (1939-1940) et plus spécialement la pièce Sägemehlprinzessin, une traduction en allemand que Wuolijoki a dicté à Margarete Steffin en août 1940.
Cette œuvre majeure du dramaturge allemand évoque les relations, à la fois fascinées et irritées, entre deux personnages que tout sépare ou oppose.
Au début de Maître Puntila et son valet Matti, le riche propriétaire terrien finlandais, Puntila, administre avec une grande dureté son domaine et ses gens. Cependant, Brecht complexifie la situation en présentant un maître qui est double, avec deux paroles absolument contradictoires : lorsqu'il a bu, il est humain, doux, tendre et prévenant, il ouvre volontiers son cœur et sa bourse, mais à jeun, il devient odieux, sévère, acariâtre et dur.
En face, première victime, Matti Altonen, le valet qui, à l'inverse du valet traditionnel soucieux de ses seuls intérêts, souhaite avant tout rester lui-même et pouvoir ainsi se préserver de la cruauté comme des tentatives de fraternisation de son maître. Il comprend que sous l'effet de l'alcool, son maître Puntila s'avère plus redoutable encore puisqu'il arrive à manipuler ceux qu'il domine.
Matti est un prolétaire doté d'un solide bon sens. Puntila est un propriétaire orgueilleux et calculateur qui méprise tout le monde. À partir de cette ambivalence et de ce jeu qui mettent en évidence les luttes de classes « en miniature », le bon sens, le mépris, les humiliations, c'est la question des « relations humaines » qui se pose.
Eva, la fille de Puntila, est promise à l'attaché. Mais elle lui préfère de loin Matti.

### Découpage
ACTE I
Puntila et le juge se trouvent dans un hôtel depuis deux jours. Ils ne cessent de boire et sont ivres morts, Puntila le reproche d’ailleurs à son ami qui ne peut plus boire. Puntila exprime des idées farfelues au maître d’hôtel qui se soumet à toutes ses demandes (considérer que le jour est le vendredi alors qu’il est samedi, apporter de l’alcool…). Puntila fait également la “rencontre” de son chauffeur. On voit ici le peu de considération pour ses domestiques… Celui-ci, nommé Matti vient se révolter car il attend dans la voiture depuis leur arrivée. Finalement Puntila arrive à le calmer et sympathise avec lui; ils boivent ensemble. Puntila se rappelle qu’il est attendu à Kuregla pour marier sa fille et décide de se mettre en route. Toutefois il lui faut de l’argent donc il décide de “se vendre” à Mme Klinckmann.
ACTE II
Ils arrivent chez Mme Klinckmann. Eva et Eino sont énervés. Puntila veut continuer de boire mais sa fille l’en empêche. Elle se plaint sur le fait qu’elle ne s’entend pas avec l’attaché. Puntila vexé finit par aller dans le village trouver de l’alcool et des filles, le juge va se coucher ainsi que le reste de la maison. 
ACTE III
Il trouve de l’alcool en pharmacie en prétextant que c’est pour ses vaches qui ont la rougeole. Il promet à plusieurs femmes libres de se marier avec elles en leur donnant rendez-vous le jour du mariage de sa fille. 
ACTE IV
Puntila et Matti vont au marché d’embauche. Puntila traîne au lieu de conclure rapidement son affaire. Il rachète un de ses métaillers car il pensait se faire mettre à la porte. Il est encore une fois saoul. Il est dans la contradiction. Il a peur que Matti lui en veuille mais tout s’arrange, ils rentrent.
ACTE V
Puntila est redevenu sobre donc il renvoie les ouvriers du marché, il s'énerve contre Matti injustement, etc. Matti et Eva mettent un plan en marche pour tester Puntila et voir à quel point il est endetté. Ils font semblant d’entretenir une relation intime.
ACTE VI
Eva demande à Matti de venir avec elle pêcher des écrevisses pour le repas du lendemain mais celui-ci finit par refuser pour pouvoir dormir. Elle ne cesse de changer d’avis et finit par vouloir partir chez une amie en train pour deux semaines alors qu’elle doit se fiancer le lendemain. Enfin, elle propose à Matti de se marier avec elle puis le trouve trop égoïste.
ACTE VII
Les quatre fiancées de Puntila arrivent alors que celui-ci est déjà en train de passer une mauvaise matinée. En effet, Eva tente toujours de convaincre son père de ne pas se marier avec l’attaché. C’est Matti qui s’occupe d’elles puis Puntila les met à la porte.
ACTE VIII
Les quatre femmes sur le chemin du retour parlent du fait qu’on ne peut pas faire confiance aux maîtres : ils font beaucoup de promesses pour obtenir ce qu’ils désirent mais ne les tiennent jamais.
ACTE IX
Puntila organise les fiançailles de sa fille au domaine. Toutefois, au fil de la soirée, il boit et redevient Puntila humain. Il se rend alors de nouveau compte que Eino l’insupporte. Il demande ouvertement au juge ce qu’il pense de lui. Celui-ci se trouve gêné et évite la discussion. Puntila finit par s’énerver en insultant directement Eino et en lui disant de partir. Il s’emballe et insulte d’autres invités. Il dit vouloir marier sa fille à un être humain et que Matti serait un gendre parfait. Eva est ravie mais Matti moins. Lui et les invités essaient de faire comprendre aux Puntila que deux classes sociales aussi distinctes ne peuvent cohabiter. Matti décide alors de faire passer un examen à Eva pour voir si elle pourrait assumer le rôle de femme de chauffeur. Elle est réellement traitée en sous-humain. Elle n’arrive à pratiquement aucune épreuve car elle n’a pas été éduquée pour cela. Elle reste pourtant très enthousiaste alors que tous ne sont pas aimables avec elle. On remarque ici que c’est plutôt Fina qui devrait être la fiancée de Matti. La goutte de trop est que Matti lui met la main au derrière : Eva abandonne tout dans sa colère et part se coucher.
ACTE X
Puntila et Matti discutent du fait que Puntila veut que ses employés soient joyeux tout en urinant.
ACTE XI
Puntila se réveille le lendemain avec un mal de tête affreux. L’avocat et le pasteur viennent le voir car il n’a toujours pas renvoyé Surkkala alors qu’il est en lien avec les communistes. Puntila s’en veut et décide de faire directement venir cet employé et Matti car il considère que c’était de la responsabilité de Matti de faire attention à ce qu’il ne le réembauche pas. Il décide également d’arrêter l’alcool car il voit les conséquences que cela apporte. Il demande à ses domestiques de lui apporter toutes les bouteilles qu’elles trouvent pour les casser. Matti, Surkkala et sa famille arrivent. Puntila règle ses comptes avec eux. Toutefois, en même temps qu’il leur parle, il se remet à boire et redevient gentil, n’en voulant plus à Matti. Il décide alors de construire une montagne dans la bibliothèque et de boire ensemble.
ACTE XII
Matti part du domaine car il en a assez et il sait que les humeurs changeantes de Puntila sont dangereuses pour lui.

## L'auteur
Né d'une famille aisée, Bertolt Brecht est l'un des plus grands critiques de la bourgeoisie.
Avec cette pièce, Brecht montre que seuls la richesse et le pouvoir de Puntila lui permettent de transgresser les interdictions (la vente d'alcool est interdite dans le pays) et que l'ivresse modifie souvent le comportement humain.

## Mises en scène
- Cherradi, écriture et mise en scène de Chafik Shimi, diffusée en mai 2004 sur la chaîne de télévision marocaine, TVM
- Maître Puntila et son valet Matti, mise en scène de Jean Dasté, TNP - 1964[1]
- Maître Puntila et son valet Matti, mise en scène de John Blatchley, Comédie de Saint-Étienne - 1966[2]
- Maître Puntila et son valet Matti, mise en scène de Marcel Maréchal, Théâtre de la Criée - 1990
- Maître Puntila et son valet Matti, mise en scène de Guy Pierre Couleau, Comédie de l'Est - 2012

## Référence cinématographique
- Il y a une scène de répétition de la pièce dans La femme flic d'Yves Boisset. En outre le titre et l'auteur sont une réplique de Miou-Miou.